# Східно-Антарктичний кратон

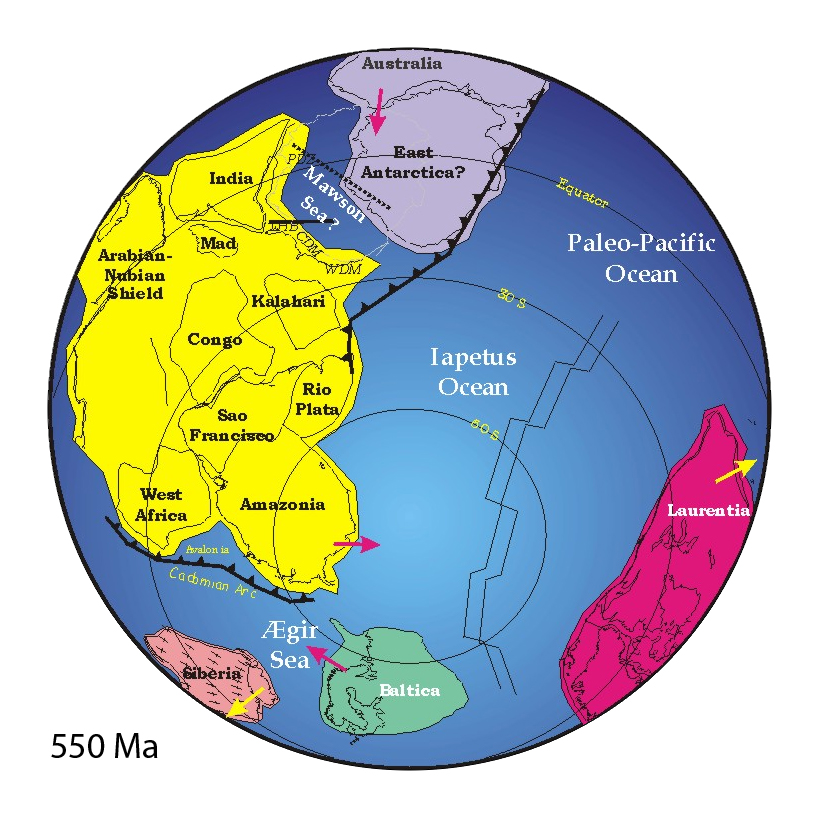
Східна Антарктида з Австралією (угорі) на початку палеозою

Східно-Антарктичний кратон — давній кратон, який займає більшу частину Антарктиди. Східно-Антарктичний кратон був частиною суперконтиненту Нена 1,8 млрд років тому.
На початку палеозойської ери Східної Антарктида у складі суперконтиненту Гондвана.
У мезозої відбувся розпад Гондвани, Східна Антарктида відокремлеюється від інших великих континентальних терейнів.
Під час і після розпаду Гондвани Західна Антарктида у складі континенту Антарктида.

## Ресурси Інтернету
- Stanford University abstract [Архівовано 11 червня 2007 у Wayback Machine.]

- ОДНА З НАЙДРЕВНІШИХ ДІЛЯНОК ЗЕМНОЇ КОРИ

| Геологія | Це незавершена стаття з геології. Ви можете допомогти проєкту, виправивши або дописавши її. |